# Samper (cantante)
Juan Felipe Samper (Cali, 23 de septiembre de 1985) más conocido como "Samper" es un músico, multiinstrumentista, compositor, actor y cantante colombiano. Ganador de dos Premios Shock, un reconocimiento de Premios Nuestra Tierra y nominado al Latin Grammy.

## Biografía
Nació en septiembre de 1985 en Cali, Valle, Colombia. Hijo del publicista Francisco Samper Llinás y de Beatriz Pérez.
En su niñez y adolescencia fue parte de varios proyectos musicales, estudió en el Conservatorio Musical de Cali y fue integrante del coro de su colegio. También estuvo en el grupo de teatro musical “Misi” y colaboró en varios proyectos de Jazz, grupos de Rock y Punk durante su etapa escolar en Bogotá, casi siempre como baterista.[cita requerida]
Finalizando el colegio fundó la banda “Atabake” (una de las pioneras del tropipop), en la cual se desempeñó como baterista. Del único álbum que realizó la banda se recuerdan las canciones “Manuelita” y “A la media noche”, ambas éxitos radiales en emisoras locales. De ”Atabake” se formaron también algunos miembros de la banda “Bonka”. Posteriormente inició sus estudios universitarios en producción musical en la Universidad de los Andes (Colombia), tiempo en el que formó parte de la agrupación colombiana "Sin Ánimo de Lucro" con quienes consiguió entre otros reconocimientos una nominación al Grammy Latino y 2 premios Shock de la música. 
Actualmente desarrolla su carrera como solista con lanzamientos populares dentro y fuera del territorio colombiano.

## Carrera musical

### “Sin Ánimo de Lucro”

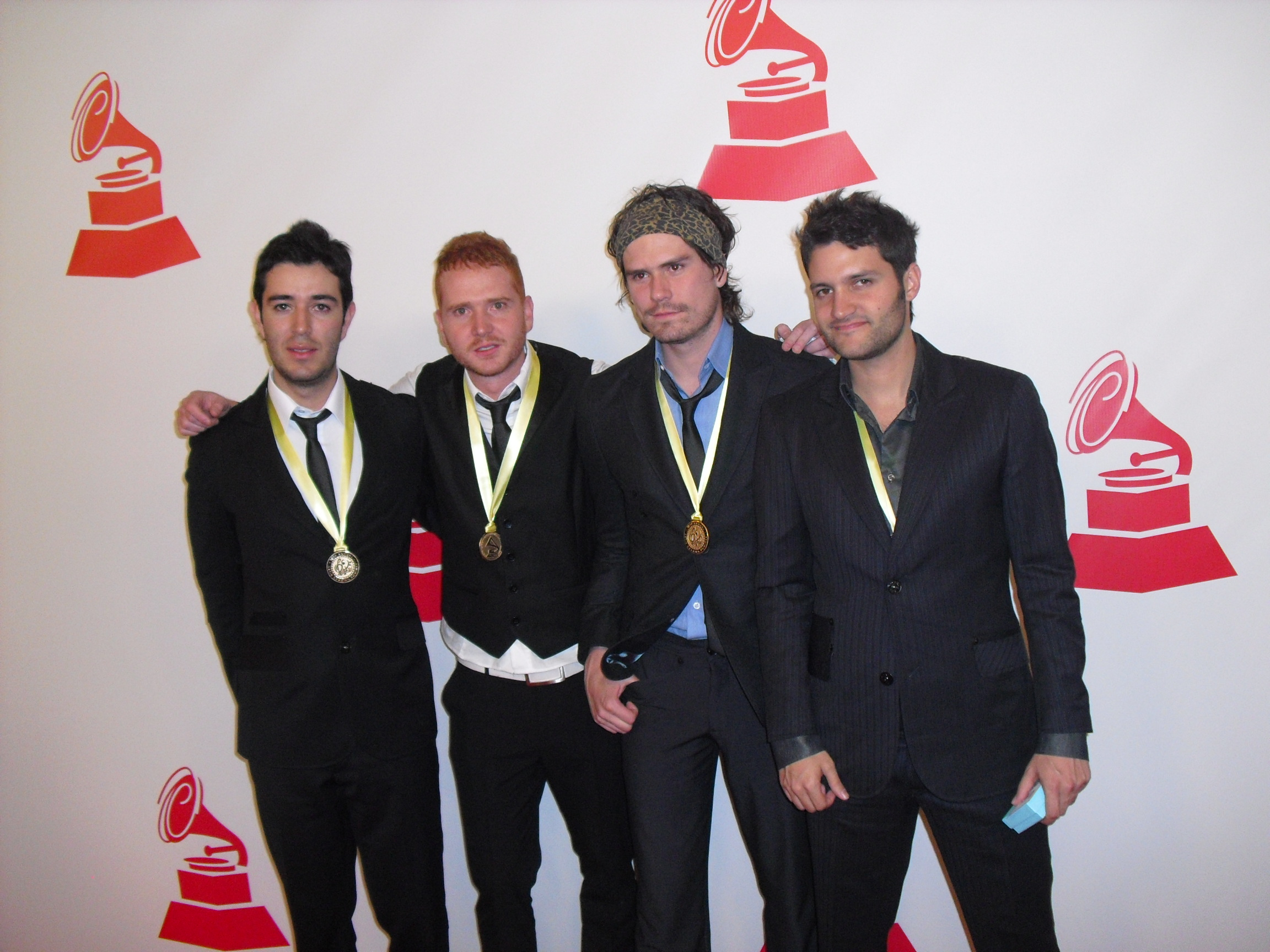
Latin Grammy Nominees 09' Sin Ánimo de Lucro

En el año 2006 ingresó a la banda “Sin Ánimo de Lucro” como cantante y guitarrista líder en reemplazo de Juan Rosel quien salió para desarrollar su carrera como solista.
Con la gira “Master en parranda” (título que también tuvo su primer disco editado), se presentaron en casi todo el territorio colombiano, recibieron un Premio SHOCK de la música como “Mejor Artista Nuevo Género” y se convirtieron en una de las bandas más representativas de Colombia abanderados del género "tropipop".

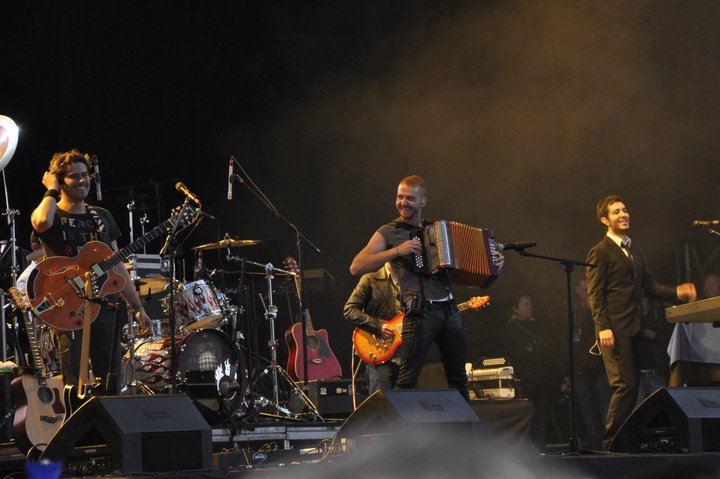
Sin Ánimo de Lucro Live Bogotá 2011

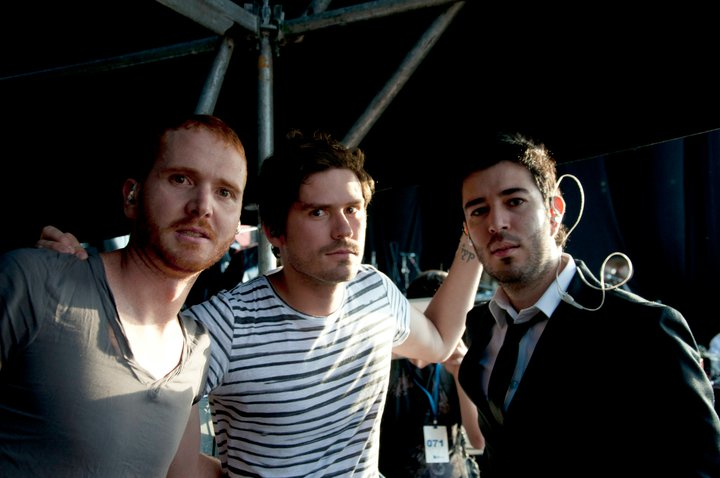
Sin Ánimo de Lucro en el backstage del concierto Nivea 100 años. 2011 Parque Simón Bolívar, Bogotá Colombia

En el 2009 editan su segundo álbum "Todo pasa por Algo" el cual les permitió recibir un Disco de Oro; un Premio SHOCK de la música como "Mejor Banda Pop Tropical"; una nominación a los Premios 40 Principales de España como "Mejor Artista Colombia" y una nominación al Latin Grammy como "Mejor Álbum Tropical Contemporáneo" en el que ganó la cubana Omara Portuondo.
Todo ello les abrió las puertas internacionalmente, y fue así como en los años siguientes realizaron giras en países como Ecuador, Perú, Costa Rica, Venezuela, Chile, Argentina y Estados Unidos. 
“Sin Ánimo de Lucro” fue imagen de varias marcas, participando en campañas comerciales de: Tigo (Telefonía celular) 11’, Totto (Ropa y accesorios) 10’-11’, Chicles X-time 09’, y
Aguardiente Néctar 08’.
En 2011, "Sin ánimo de Lucro" decide separarse por tiempo indefinido.

### Samper - solista
"SAMPER" es el nombre que adoptó para iniciar su carrera como solista.
En junio de 2013, lanzó su primer sencillo “Volver a Empezar” producido con Jorge Holguín “Pyngwi”.  Una canción escrita para la reinserción social por el conflicto colombiano. 
Consiguió posicionarse en el Top 20 de las emisoras bogotanas “Fantástica Radio” y “La Mega”. La canción le valió una nominación como "Mejor nuevo artista" en los premios Shock de ese año.[cita requerida]
Su segundo lanzamiento “Cómo te voy a Olvidar”'es una canción escrita junto al argentino Ditto Reschigna y sus excompañeros de banda, Santiago Hernández y Camilo Rivera. Fue producida y arreglada junto a Bernardo Ossa y Fernando “Toby” Tobón, exmiembro de Ekhymosis y guitarrista de Juanes. En ella fusiona sonidos andinos y cumbia del sur del continente americano.
En 2014, ganó un premio Nuestra Tierra de RCN.[cita requerida]
En 2015, SAMPER lanzó "No te vuelvo a perder". Una balada rock coproducida junto a Tony Rijos, reconocido arreglista y director musical puertorriqueño.
En abril de 2016, lanzó "Todo se puede Arreglar". Una canción producida nuevamente junto a Jorge Holguín "Pyngwi". Fue lanzada en la "Teletón" Colombia.[cita requerida]
En 2017, lanzó "Pensando en Ti" con la colaboración del cantante urbano L’Omy, el cual aportó su sonido a través de un rap que empieza con la famosa frase de la canción de Joe Arroyo "Ella y tú". La canción fue producida por Miguel "Yera" Ospino. Fue bien recibida por la crítica musical y consiguió lugares importantes en las listas radiales de Centroamérica, sobre todo en Guatemala.[cita requerida]
En abril de 2017, trabajó junto a Justin Bieber como director vocal y traductor en la grabación que se realizó del Remix de Despacito, original de Luis Fonsi y Daddy Yankee. La canción fue grabada en los días en que el canadiense estuvo de gira en Colombia en los estudios Audiovisión.

## Premios, reconocimientos y colaboraciones
Grammy Latino

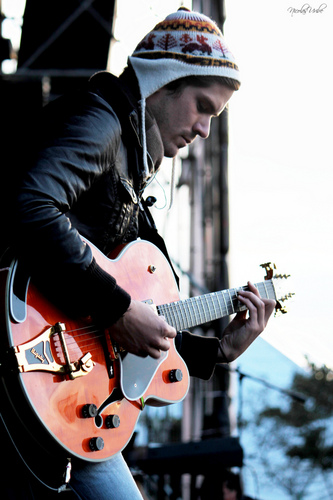
SAMPER soundcheck Simón Bolívar 2010

Un premio Grammy Latino es un galardón de la Academia Latina de Artes y Ciencias de la Grabación para reconocer logros sobresalientes en la industria de la música latina.
| Año  | Trabajo nominado   | Categoría                          | Resultado |
| ---- | ------------------ | ---------------------------------- | --------- |
| 2009 | Todo pasa por algo | Mejor Álbum Tropical Contemporáneo | Nominado  |

Premios Shock
Los Premios Shock son los premios que anualmente entrega la revista Shock en Colombia a lo mejor de la música local.
| Año  | Artista nominado   | Categoría                     | Resultado |
| ---- | ------------------ | ----------------------------- | --------- |
| 2006 | Sin Ánimo de Lucro | Mejor banda nuevos géneros    | Ganador   |
| 2009 | Sin Ánimo de Lucro | Mejor agrupación tropical pop | Ganador   |
| 2013 | SAMPER             | Mejor nuevo artista           | Nominado  |

Premios Nuestra Tierra
Los Premios Nuestra Tierra es un reconocimiento que se le hace a los artistas colombianos, teniendo un formato similar al de los Premios Grammy, únicamente que estos premios son a nivel nacional, es decir, sólo del país colombiano.
| Año  | Trabajo nominado   | Categoría                                           | Resultado |
| ---- | ------------------ | --------------------------------------------------- | --------- |
| 2006 | Sin ánimo de lucro | Premios Nuestra tierra \| Mejor Artista del público | Nominado  |
| 2014 | SAMPER             | Premios Nuestra tierra \| Tuitero del año           | Ganador   |

Disco de Oro
Un disco de oro hace parte de la certificación de ventas discográficas dentro del sistema de reconocimiento a los artistas cuyas producciones discográficas alcanzan las más altas cifras de ventas. 
| Año  | Trabajo                                 | Categoría                                           | Resultado |
| ---- | --------------------------------------- | --------------------------------------------------- | --------- |
| 2010 | Todo pasa por algo - Sin ánimo de lucro | Disco de oro en Colombia \| Entregado por EMI MUSIC | Ganador   |

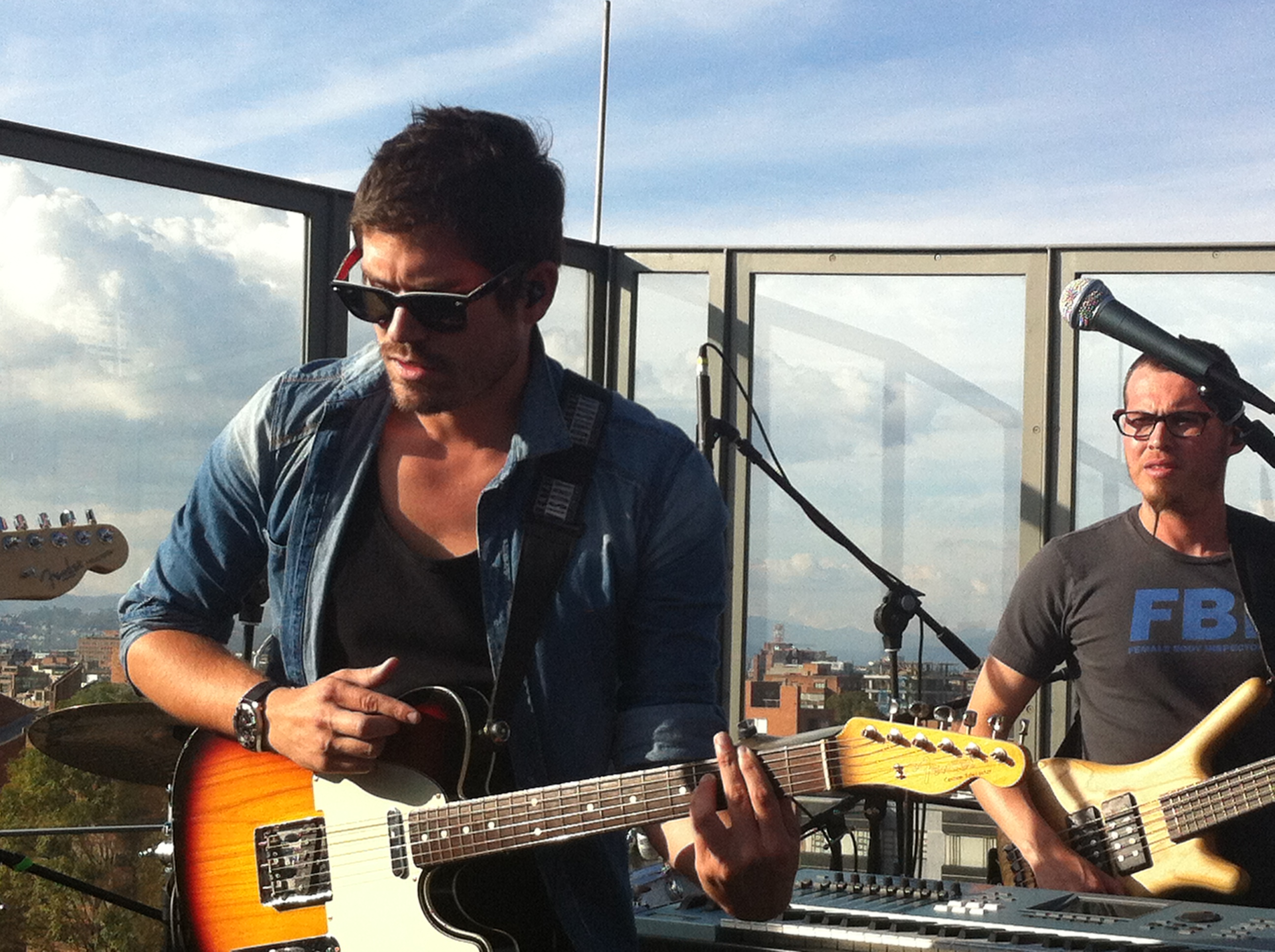
SAMPER, Bogotá 2014

- Durante su carrera también ha sido invitado por EMI MUSIC a hacer el tributo a Coldplay en Bogotá, para celebrar el lanzamiento de "Mylo Xyloto”[cita requerida], y en el 2013, para hacer tributo a The Beatles en el concierto benéfico “Colombia Canta The Beatles” en pro de los derechos de las personas con Síndrome de Down.[10]
- Invitado a ser parte, junto a varios artistas colombianos en la canción “Corazón Valiente” dentro de la campaña #SoyCapaz.[11]

- También fue invitado a presentar un showcase, en el “Bogotá Music Market 2014 BOmm”, como uno de los proyectos musicales a exportar por Colombia en 2014.[12]

- Grabó para el disco de Andrés Cepeda "Lo mejor que hay en mi vida" en la canción "Qué pena". También participó con Santiago Cruz y Fonseca, en una canción para el proyecto “Colectivo Mente Consciente”; junto a Sin Ánimo de Lucro, fue invitado a cantar "Se van bien" para el disco de grandes éxitos de Iván Villazón, y "Volvernos a encontrar" junto a la banda Kudai.[cita requerida]

- Es también coescritor y compositor de la canción “Big Bang” de SIAM[13] y fue invitado como pianista en la grabación de la canción “Vuelvo a Respirar” de Adriana Lucía[14]

- Es invitado en la canción "Cómo te atreves a volver" de Morat.

- Grabó junto a Inés Gaviria una versión acústica de "Algo Contigo"

- Fue elegido por la Revista VEA como uno de los 14 hombres colombianos más sexys del 2014[15]

## Discografía
- La Postal. Atabake, álbum (2005)
- Lo mío es nuestro. Single. Sin ánimo De Lucro (2007)
- Se van Bien, Grandes Éxitos, Iván Villazón, Sin Ánimo de lucro invitado álbum (2007)
- Todo Pasa Por Algo. Sin ánimo De Lucro, álbum (2008)
- Volver a Empezar, Single (2013)
- Cambian los colores, Dani del Corral, single. Invitado (2013)
- Cómo te voy a olvidar?, single (2014)
- Cómo te voy a olvidar? Chucu-chucu Version, single remix (2014)
- Big Bang. Siam. Compositor (2014)
- No te vuelvo a perder, single (2015)
- Todo se puede arreglar, single (2016)
- Pensando En Ti feat. L'Omy, single (2017)